# Treg Brown
Treg Brown, all'anagrafe Tregoweth Edmond Brown (Gilbert, 4 novembre 1899 – Irvine, 28 aprile 1984), è stato un montatore statunitense. Pioniere nell'attività di progettista del suono, iniziò la sua carriera come montatore degli effetti sonori per Cecil B. DeMille, nei film Il segno della croce (1932) e Cleopatra (1934), e lavorò nei decenni ad oltre mille film, per lo più cortometraggi d'animazione. È infatti noto per aver curato montaggio, collage sonoro ed effetti sonori di gran parte dei corti animati distribuiti dalla Warner Bros. dal 1933 al 1965. Ai premi Oscar 1966 vinse l'Oscar al miglior montaggio sonoro per il suo lavoro sul film di Blake Edwards La grande corsa (1965). Terminò l'attività nel 1979 dopo aver lavorato al montaggio del film Super Bunny in orbita!.